# Dirt Sledding
«Dirt Sledding» es una canción de la banda de rock originaria de Las Vegas, The Killers que cuenta con el actor Richard Dreyfuss y el retorno de Ryan Pardey como Santa Claus. Ésta fue lanzada el 27 de noviembre de 2015.  La canción es el tercer y último capítulo en la historia de la trilogía de un Santa Claus resentido, precedida por las canciones "Don't Shoot Me Santa" y "I Feel It In My Bones".  Con la canción se cumple el décimo año consecutivo en el que la banda ha lanzado una canción de Navidad. Al igual que en sus versiones anteriores de Navidad, todos los ingresos de esta canción van a organizaciones benéficas contra el SIDA como parte de la compaña Product Red.

## Video musical
El video musical "Dirt Sledding" fue dirigido y coproducido por actor, director, modelo y artista visual Matthew Gray Gubler, quien también es oriundo de Las Vegas y que dirigió el primer video en la trilogía de Santa Claus, "Don't Shoot Me Santa".  El video muestra a una represalia de Santa Claus interpretado por Ryan Pardey, así como una sección hablada por el actor Richard Dreyfuss.
El coche utilizado en el video es un Porsche 944 Guards Red de 1983 que hace referencia al mismo utilizado en Sixteen Candles de John Hughes (como se escucha en la letra).

## Listas de canciones
Descarga digital
1. "Dirt Sledding" – 4:27